# Albert Grauer

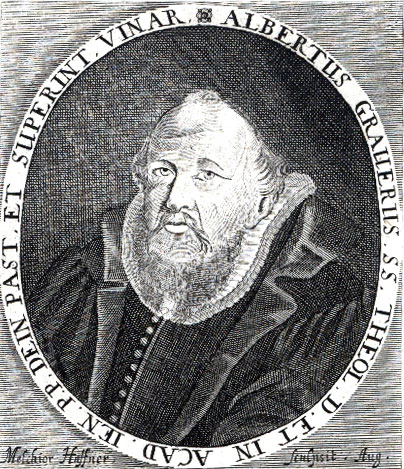
Albert Grauer

Albert Grauer (auch Grawer; * 3. April 1575 in Mesekow bei Perleberg; † 30. November 1617 in Weimar) war ein deutscher Lehrer und lutherischer Theologe.

## Leben
Grauer wurde als Sohn des aus Ungarn geflohenen Predigers Joachim (Johann) Grauer und dessen Frau Anna, die Tochter des Pfarrers von Mesekow geboren. Er besuchte die Schule in Perleberg und Seehausen. 1589 immatrikulierte er sich an der Universität Rostock, wechselte 1591 an die Universität Frankfurt (Oder) und zuletzt am 14. Juni 1593 an die Universität Wittenberg. In Wittenberg erwarb er sich am 17. September 1594 den akademischen Grad eines Magisters, begann Vorlesungen zu halten und ging dann auf Empfehlung von Ägidius Hunnius dem Älteren 1595 als Rektor nach Neere bei Käsmark in der Zips.
Nachdem er 1597 auch in Kaschau gewirkt hatte, musste er vor den anrückenden Türken fliehen. Er kehrte nach Deutschland zurück und ging 1599 wieder nach Wittenberg, von wo er als Rektor nach Eisleben berufen wurde. 1604 disputierte er mit dem Zerbster reformierten Superintendenten Wolfgang Amling auf Schloss Schochwitz. Sich tiefsinniger der Theologie widmend, wurde er 1607 Generaldekan in Mansfeld und Assessor des Konsistoriums in Eisleben. 1609 wurde er an der Jenaer Akademie zum Doktor der Theologie promoviert und erlangte dort 1611 eine Professur für Theologie. Grauer beteiligte sich auch an den organisatorischen Aufgaben der Salana und war im Sommersemester 1612 sowie im Wintersemester 1615 Rektor der Alma Mater.
Nachdem er sich in diesem Amt hervorgetan hatte, wurde er 1616 als Generalsuperintendent von Weimar berufen, welche Stelle er bis zu seinem Tode bekleidete. Von seinen Anhängern wurde er als Schutzschild und Streiter für das Luthertum verehrt, der in seinen literarischen Abhandlungen sich vorrangig gegen die Reformierte Kirche äußerte und ein Verfechter der Konkordienformel war.
Grauer war 1595 verheiratet mit Anna Nicolai (* Dezember 1581 in Schneeberg; † 3. Januar 1639 in Jena), die Tochter des Pfarrers in Schneeberg Johannes Nicolai und dessen Frau Magdalene Wacksenring. Die Ehe blieb kinderlos.

## Schriften (Auswahl)
- Libellus de localitate et illocalitate coporis Christi, oppositus contemplationi physicae Keckermanni. Wittenberg 1596.
- Quastiones illustres theologicae. Jena 1600.
- Abfertigung Der vermeindten Widerlegung Sebastiani Lamii, welche er wider M. Alberti Graweri kurtze entdeckung etlicher grewlichen Calvinischen irrthumb vom Heiligen Abendmahl, etc. ausgesprengt. Leipzig 1600, Wittenberg 1601.
- Harmonia praeciporum calvinianorum et photinianorum dogmatum. Jena 1602, 1612, 1656, Wittenberg 1618.
- Colloquium cum Wolfgango Amlingo, 1604, in arce Schochwiz habitum. 1604.
- Antithesis Doctrinae Bellum Calvinianorum et Jesu Christi. Magdeburg 1605.
- Antilubinus. Hoc est, Elenchus Parodoxorum Et Emblematum Calvinisticorum Doctoris Eilhardi Lubini in Phosphoro de prima causa et Natura Mali. Magdeburg 1607.
- Propugnaculum Anti-Paraeanum. Jena & Leipzig 1612.
- Vindicatio incarnatiois aeterni Filii Dei, contra Photin. Jena 1613.
- Disput. de Creatione et Angelis. Jena 1613.
- Disp. Illustr. de Deo et Attributis, Atheisino Vorstii oppositae. Jena 1613.
- II. Predigten, wie man zu Sterbenszeit das Ziel des menschlichen Lebens recht betrachten soll. Jena 1613.
- Dissertat. de novo et horrendo errore circa doctrinam de satisfactione Christi pro peccatis, etc. Frankfurt 1613.
- II. Predigten von der Reformation der Kirchen. Jena 1614.
- De coena Domini sacra. Jena 1614, 1656.
- Disp. Anti-Jesuiticarum. Tom. I. Jena 1614, Tom II & III Jena 1621.
- Vindiciae fidei et confessionis suae adversus personatum Petrum Freyenium German. Jena 1615.
- Absurda absurdum absurdissima Calvinistica. Jena 1616, 1618.
- Dissertatio de quaestione: Qui fiat, quod multi etiam sine omni exteptione erusitissimi viri in S. S. Literarum interpretatione a via veritatis aberrare videantur. Jena 1618.
- Examen praecipuarum sophisticationum, quibus recentiores Photiniani Christi Deitatem oppugnant. Jena 1618, 1663.
- Exposito Prophetae Michaeae. Jena 1619, 1663.
- Polemica Sacra. Jena 1633, 1656, 1668.
- De propositionibus personalibus. Jena 1656.
- De unica et simplici veritate contra duas sibi eontrarias Philosophiam et Theologiam.
- Adversus Sabast. Lamium, Caluiniani de S. coena dogmatis defensorum. Leipzig
- Praelectiones in August. Confessionem. Weimar 1633.